# Castronia opostata
Castronia opostata är en fjärilsart som beskrevs av William Schaus 1905. Castronia opostata ingår i släktet Castronia och familjen björnspinnare. Inga underarter finns listade i Catalogue of Life.